# The Underdoggs
The Underdoggs es una película dramática de comedia deportiva estadounidense de 2024 dirigida por Charles Stone III y escrita por Danny Segal e Isaac Schamis. La película está protagonizada por Snoop Dogg, Tika Sumpter, Andrew Schulz, Mike Epps, Kal Penn, Kandi Burruss y George Lopez.
The Underdoggs fue estrenada por Amazon MGM Studios como exclusiva de Prime Video el 26 de enero de 2024.

## Reparto
- Snoop Dogg como Jaycen "Doble J" Jenning 
  - Elias Ferguson como joven Jaycen
- Tika Sumpter como Cherise
- Jonigan Booth como Trey
- Caleb Dixon como Dwayne
- Adan James Carrillo como Tony
- Alexander Michael Gordon como Gary
- Kylah Davila como Ghost
- Mike Epps como Kareem
- George Lopez como Coach Feis
- Shamori Washington como Bale
- Schelle Purcell como Esa
- Andrew Schulz como Chip Collins
- Kal Penn como Ryan Kauffman
- Kandi Burruss como Juez Tara

## Producción
La idea de la película fue propuesta por Snoop Dogg y Constance Schwartz-Morini. El 2 de agosto de 2022 se anunció que Snoop Dogg protagonizaría y produciría la película, que será dirigida por Charles Stone III, con guion de Danny Segal e Isaac Schamis, producida por Schwartz-Morini, Kenya Barris, Mychelle Deschamps, y Jonathan Glickman. El 4 de octubre de 2022, se anunció que Tika Sumpter, Mike Epps, Andrew Schulz y George Lopez se habían unido al elenco, junto con los actores infantiles Jonigan Booth, Adam James Carrillo, Kylah Davila, Caleb Dixon, Alexander Michael Gordon y Shamori Washington.
La fotografía principal comenzó en Atlanta, Georgia, el 26 de septiembre de 2022 y se filmó durante siete semanas.

## Estreno
Originalmente, The Underdoggs se estrenaría en cines el 20 de octubre de 2023, pero la fecha de estreno se cambió posteriormente al 26 de enero de 2024. En diciembre de 2023, se anunció que la película saltaría de los cines y se estrenaría directamente en Amazon Prime Video en esa fecha en respuesta a una disminución en las películas de comedia con clasificación R que obtuvieron buenos resultados en taquilla durante ese verano.